# Archichlora nigricosta
Archichlora nigricosta là một loài bướm đêm trong họ Geometridae.